# Староримский распев
Староримский распев, староримское пение (фр. chant vieux-romain, англ. old Roman chant) — региональная традиция церковной монодии католиков, которая существовала в Средние века в Риме, прежде чем была вытеснена григорианским пением.

## Исторический очерк
Согласно гипотезе Хельмута Хукке (Hucke), Вилли Апеля и Роберта Сноу (Snow), разделяемой ныне большинством медиевистов, староримский распев, возникший около 750 г. в Риме, был экспортирован на север в империю франков во времена Каролингов. Далее на протяжении более двухсот лет он претерпел значительные видоизменения, в том числе благодаря существовавшей на местах традиции галликанского пения (от которой ничего не сохранилось) и, наконец, приобрёл вид стабильной традиции, известной доныне как григорианский распев. С XI века начался импорт обновлённого франкского распева в Рим, который постепенно признал его за «международный стандарт» богослужебной музыки. Окончательное подавление локальной традиции произошло в Риме при папе Николае III (понтификат 1277-80 гг.). Григорианское пение восторжествовало, а местные нотные рукописи были уничтожены. 
О специфике староримского распева ныне можно судить лишь по пяти сохранившимся манускриптам XI-XIII веков — трём градуалам и двум антифонариям. Древнейший градуал (точно датирован, 1071) хранится в Бодмеровской библиотеке (CH-CObodmer Cod. 74), три — в Апостольской библиотеке Ватикана (градуалы I-Rvat lat.5319 и I-Rvat S Pietro F 22, антифонарий I-Rvat S Pietro B 79) и ещё один антифонарий — в Британской библиотеке (GB-Lbl Add.29988).

## Специфика

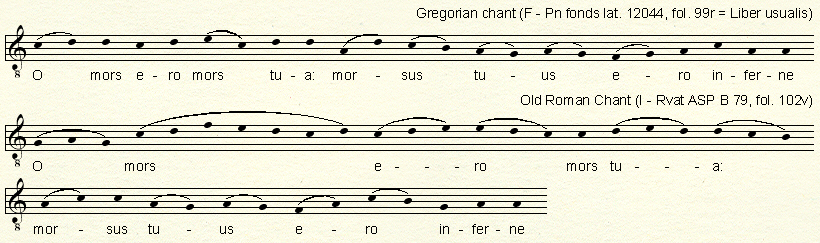
Сравнение «стандартной» (григорианской) и староримской версий антифона «O mors» показывает существенное различие в методах вокализации текста и в структуре мелодической линии

Притом что литургический репертуар староримской традиции и григорианского мейнстрима схож (жанры и формы, а также литургическое распределение распевов в суточном круге богослужения), в технике музыкальной композиции есть некоторые черты, которые позволяют говорить об оригинальности староримского распева. Наиболее очевидно различие в вокализации молитвословного текста — песнопения староримской традиции мелодически более развиты, чем их северные аналоги, и представляют яркие образцы распева мелизматического типа. Это подчёркнуто пышное орнаментирование характерно для всех жанров (форм) песнопений — не только мессы, но и оффиция (см. нотный пример). 
Ряд специфических особенностей также прослеживается в проприальных жанрах староримской мессы. Интроиты исполнялись с повтором псалмового стиха (т.наз. versus ad repetendum), который исчез в григорианском пении с XI века. Среди градуалов выделяется «Iustus ut palma», который написан на самостоятельную мелодию, не похожую на григорианские. Особенностью строения староримских аллилуй было пышное, мелодически развитое, повторение начальной юбиляции после псалмового стиха (похожая черта наблюдается в аллилуйях амвросианского распева). Кроме того, некоторые староримские аллилуйи содержат псалмовые стихи на греческом языке (чего не бывает в их григорианских аналогах). В староримских офферториях характерно применение особой трёхнотной невмы, известной как torculus (например, D-E-C), которая выполняет функцию стандартной мелодической формулы. Во всех указанных жанрах мессы кроме того находятся специфические распевы мелизматического типа, не имеющие аналогов ни в одной из региональных традиций (включая григорианскую) cantus planus.

## Дискография
Примечание. Все записи сделаны ансамблем «Органум» (с участием Ликурга Ангелопулоса)
- Староримское пение: Византийский период (Harmonia mundi HMC 901218; зап. 1985)
- Староримское пение: Месса св. Марцелла и оффиций Страстной Пятницы (Harmonia mundi HMC 901382; зап. 1991)
- Староримское пение: Пасхальная вечерня (Harmonia mundi HMC 901604, HMA 1951604; зап. 1996)
- Староримское пение: Рождество (Zig-Zag Territories ZZT 081001; зап. 2008)